# O Estilhaço de Granada
O Estilhaço de Granada (edição da Nova Fronteira) ou O Estilhaço de Obus (edição da Vecchi) é um romance de Maurice Leblanc, cuja ação se desenrola durante a Primeira Guerra Mundial.
A intriga do romance segue as peregrinações de um personagem em busca de sua esposa e do assassino de seu pai.
Arsène Lupin aparece como médico na metade da narrativa.

## Primeiras publicações
Supostamente escrito durante o segundo semestre de 1914, O Estilhaço de Granada fui inicialmente publicado em folhetim em 47 episódios diários, de 21 de setembro a 7 de novembro de 1915, nas páginas de Le Journal.
Nesta primeira versão, Arsène Lupin não aparece por pouco tempo.
A primeira edição em livro, por sua habitual editora Pierre Lafitte, em novembro de 1916, foi idêntica ao folhetim, mantendo essa ausência.
Somente por ocasião da segunda edição, pela mesma editora, em 1923, Maurice Leblanc modificou o romance para incluir a intervenção de seu personagem habitual.

## Resumo
Este livro é mais uma história de guerra (Primeira Guerra Mundial) e espionagem do que uma aventura típica de Lupin. Tanto é que na versão original em folhetim e na primeira edição, Lupin sequer figurava, tendo sido introduzido, em rápida aparição num hospital de campanha, pouco depois. Quando criança, Paul Delorze viu, junto com seu pai, brevemente o Kaiser alemão Guilherme II numa capela em território francês e, ato contínuo, o pai foi assassinado por uma acompanhante do Kaiser. Anos depois, Paul casa-se com Elizabeth e vai morar na propriedade que o pai dela, conde d’Anderville, abandonara depois da morte da esposa, com a filha ainda pequena. Lá chegando, ao ver o retrato da mãe de Elizabeth pendurado na parede, Paul constata, surpreso, que foi a mesma mulher que matou seu pai. Paul parte para a guerra, onde um tal major Hermann o persegue, e chega a ver uma camponesa com a fisionomia da assassina do seu pai. Os alemães ocupam por um período a propriedade de Andeville, matam os caseiros, e Elizabeth desaparece. A análise de um estilhaço de projétil revela que não foi morta, e sim sequestrada.
Com ajuda de Arsene Lupin, que o visita brevemente no hospital, Paul descobre um túnel que liga as imediações da propriedade a território alemão. Pelo túnel Paul penetra no lado inimigo onde tenta libertar Elizabeth, que está aprisionada. Sequestra o filho do Kaiser e em troca pede a libertação da esposa e de prisioneiros de guerra franceses. Desvenda os crimes da Condessa Hermine, membra da família imperial Hohenzollern, que herdou do pai “um ódio feroz, selvagem, contra essa França” e conduziu uma obra gigantesca de preparação e espionagem, da qual fez parte o túnel de Ebrecourt a Corvigny, para facilitar uma invasão da França. A condessa, que se fazia passar pelo major Hermann e até pela mãe de Elizabeth (caso do retrato), é fuzilada. O livro termina com uma mensagem antibélica: "Ao lado, uma criança levantou os braços para eles, pobres braços onde já não havia mãos."